# فانوس جادو

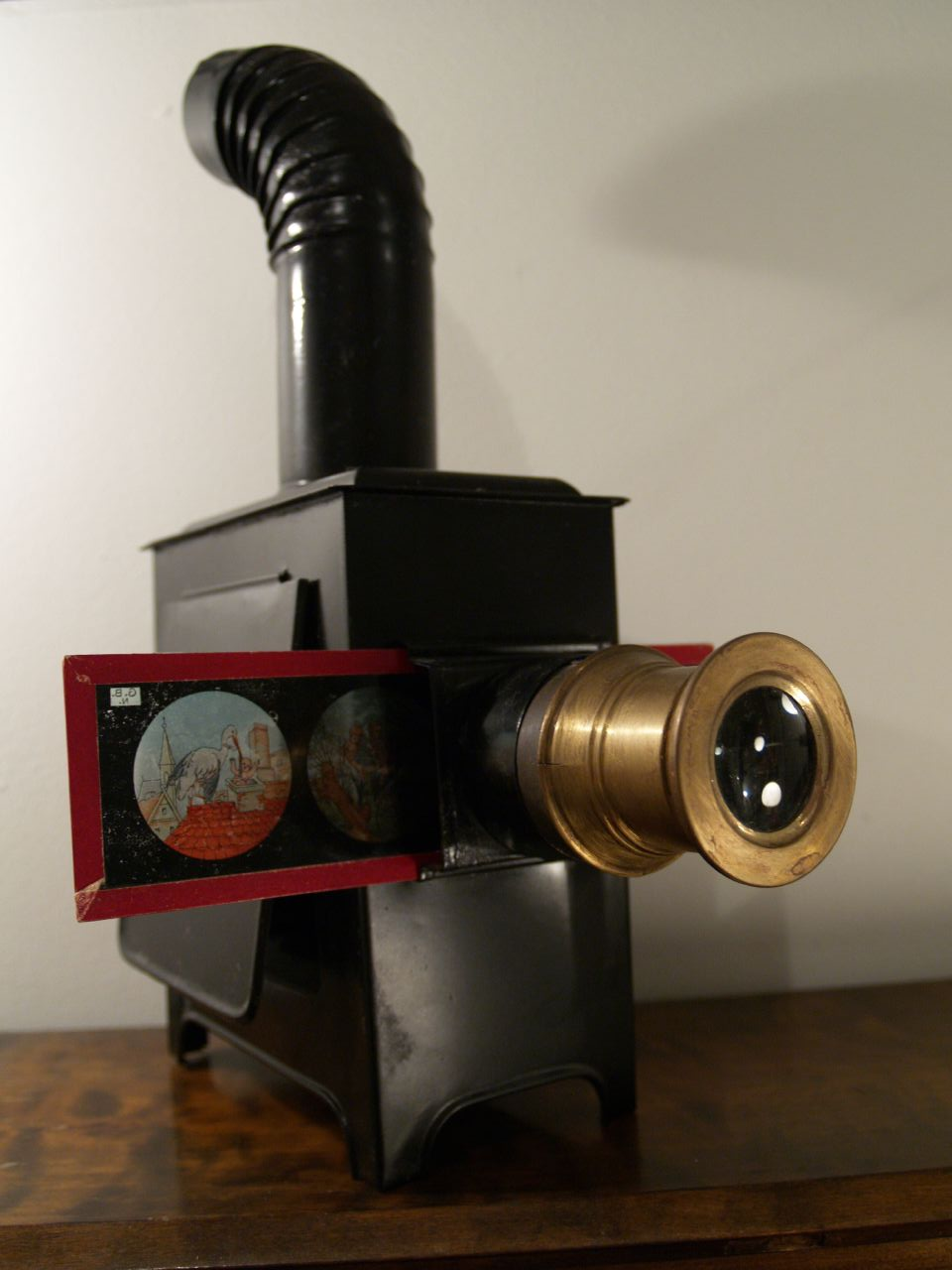
نمونه‌ای از یک فانوس جادو

فانوس جادو نام دستگاهی است که مانند یک پروژکتور، تصاویر نقاشی شده یا عکس‌های ثبت شده را به وسیله یک منبع نور مصنوعی بر روی پرده به نمایش می‌گذارد. این وسیله در قرن ۱۷ و احتمالاً توسط یک کشیش آلمانی به نام آتاناسیوس کرشر ظهور کرد و جنبه‌ای سرگرمی برای مردم داشت. از سده ۱۷ به بعد فانوس سحرآمیز همه جا معروف شد و ارزش آن بیشتر از یک وسیله سرگرمی بود. برای مثال جادوگران دروغین برای متعجب ساختن مردم، منبع نوری را که معمولاً یک شمع بود به لرزش درمی‌آوردند و اینکار باعث لرزش تصویر بزرگ شده بروی دیوار می‌شد و حسی از حرکت را در بیننده القا می‌کرد. بعدها در سده ۱۸ این وسیله به کلاس‌های درسی نیز نفوذ پیدا کرد و به عنوان یک وسیله آموزشی برای نمایش تصاویر بزرگ بروی دیوار بود.